# Юницкий заказник
Юницкий заказник (укр. Юницький заказник) — ботанический заказник государственного значения площадью 1065,0 га, образованный 28 октября 1974 года на территории Беловодского района Луганской области Украины.
На территории заказника охраняется искусственное лесное урочище, созданное в конце XIX века под руководством профессора Василия Васильевича Докучаева.
На территории заказника создана экологическая тропинка.
В заказнике проводятся научные работы, действует Юницкое опытное лесничество и музей степного лесоразведения.
За природоохрану на территории заказника отвечает Луганская агролесомелиоративная научно-исследовательская станция (укр. Луганська агролісомеліоративна науково-дослідна станція).

## География
Юницкий ботанический заказник государственного значения расположен в Беловодском районе Луганской области Украины возле сёл Городище и Первомайск.
Географические координаты заказника: 49°4’57" с. ш. 39°41’58" в. д.
Заказник охватывает типичный для восточной части Украины ландшафт, представленный комплексом защитных лесных насаждений, сельскохозяйственных угодий, участков целинной степи, лугов, естественных лесов, искусственных и природных водоёмов и болот.
Вдоль заказника протекает река Деркул.
Важным элементом ландшафта заказника является каскад прудов, расположенных у вершины балки Криничный яр.
В 1930-х годах пруды были разрушены, а в 1980—1986 годах полностью восстановлены усилиями директора Луганской агролесомелиоративных исследовательской станции кандидата сельскохозяйственных наук А. Е. Вербина.

## История

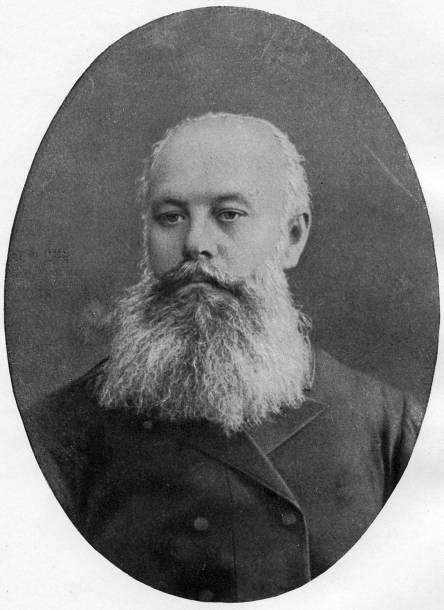
Василий Докучаев в 1895 году

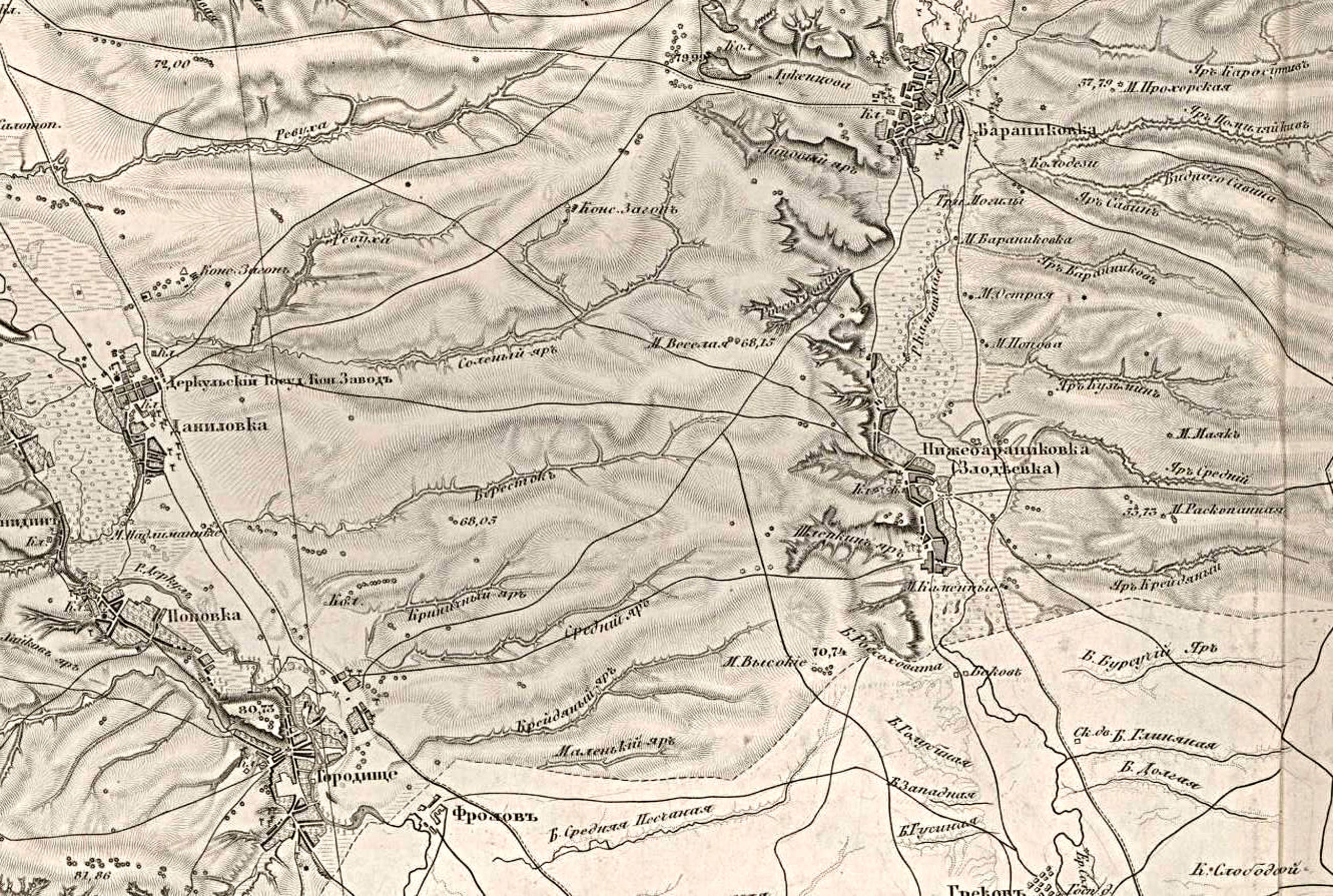
Часть карты XIX века, на которой изображён район размещения Старобельского участка экспедиции Василия Докучаева

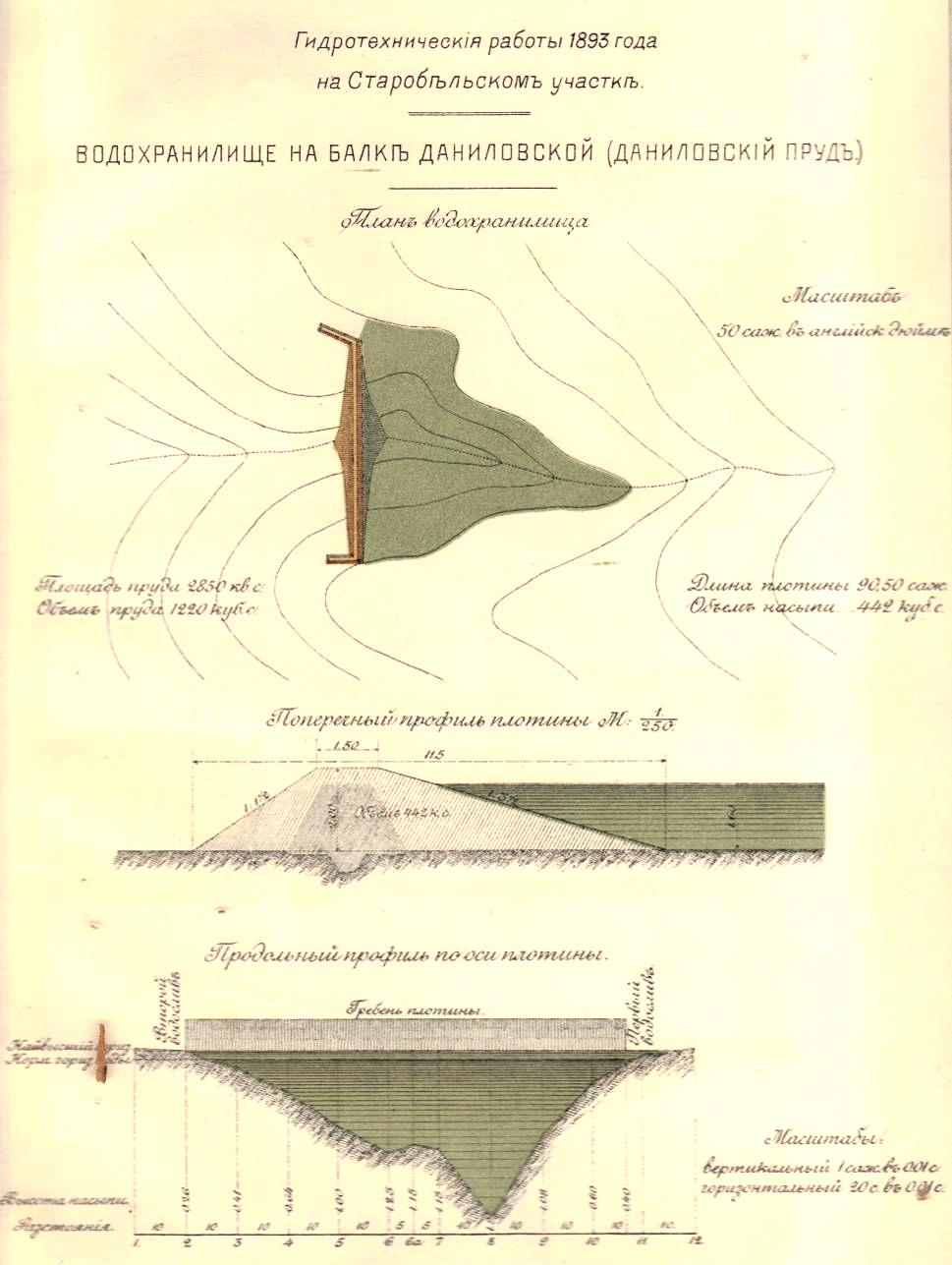
Гидротехнологические работы на Старобельском участке. Водохранилище на Даниловской балке (Даниловский пруд). Литография Арнгольда, 1894 год.

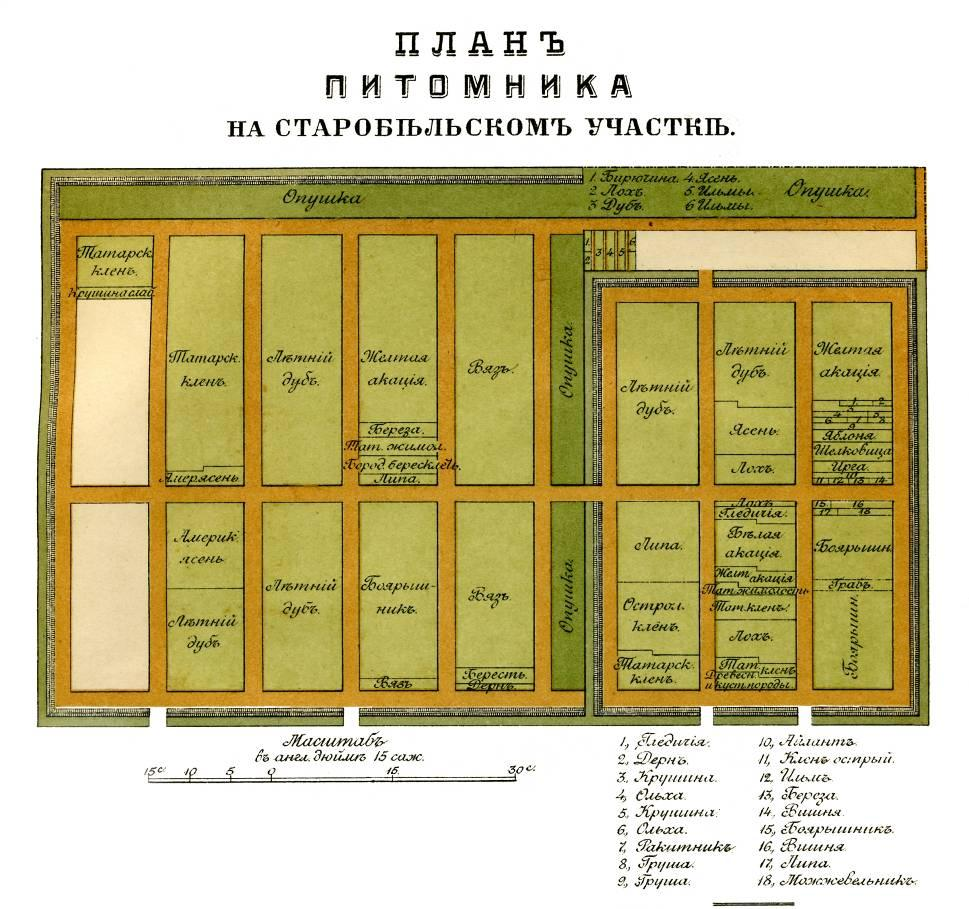
План питомника на Старобельском участке (заказник Юницкого) по состоянию на 1893 год. Литография Арнгольда, 1894 год.

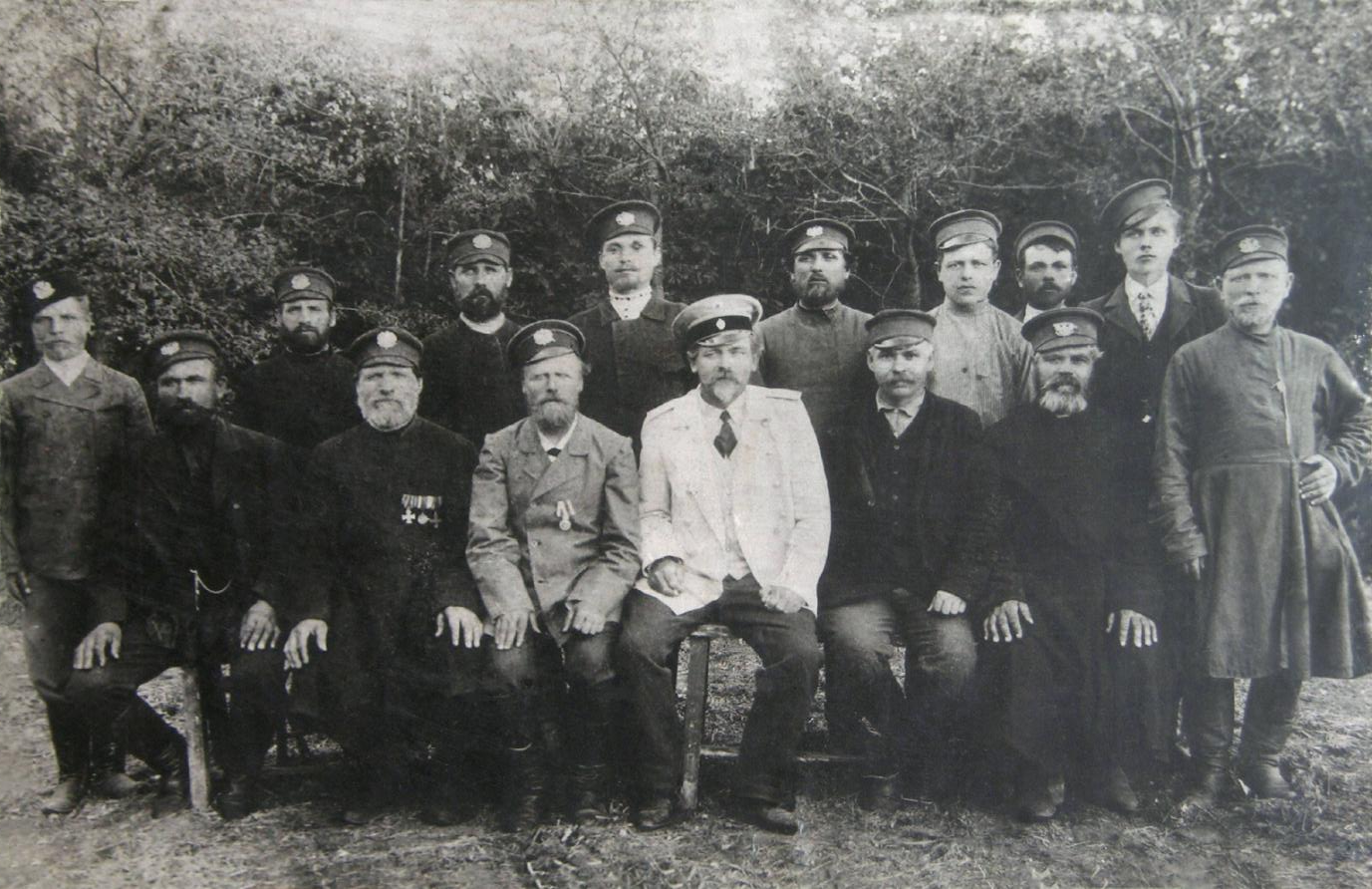
Констанин Юницкий с работниками лесничества

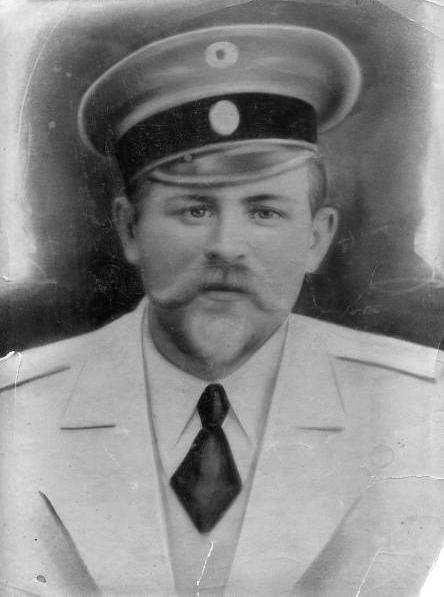
Констанин Юницкий

### Экспедиция Докучаева
В 1891 году юг Российской империи охватили засухи и пылевые бури, повлекшие за собой неурожаи.
Современники отмечали: «Теперь о голоде говорит вся Россия, и раньше всех на него указало само правительство. Не то было лет 40 назад. Тогда о неурожаях могли знать лишь министры да разве сама голодающая масса».
Правительство Российской империи, озаботившись голодом в регионе, снарядило особую экспедицию, которая должна была выработать принципы и методы рационального ведения сельского хозяйства в засушливых чернозёмных областях.
Возглавил «Особую экспедицию по испытанию и учёту различных способов и приёмов лесного и водного хозяйства в степях России» российский географ и почвовед профессор Василий Васильевич Докучаев. На нужны экспедиции учёному было выделено 5000 рублей.
Одним из мест для исследования стал Старобельский участок «бурьянной степи» площадью 5000 га (по другим данным — 5,5 тыс. га) на плато между реками Деркул и Камышная у села Городище (в то время — территория Старобельского уезда).
По определению Докучаева, это был «типичный пример открытой бурьянной степи, как бы намеренно выставленного на волю бурям, ветрам, зною и засухе».
Задачей исследователей на участке стало испытание различных приёмов защитного лесоразведения и рационального использования поверхностных талых и ливневых вод.
Первоначально на месте было заложено два небольших — по 5 га — рассадника, из которых уже брали растения для высадки на окружающих площадях.
Следом по водоразделам и перевалам высаживали лес, специально подбирая для этого самые неприхотливые породы, закрепляли «ползущие» овраги, устраивали водоёмы.
В первую очередь закрепили Криничный яр.
Кроме того, Докучаев ещё в мае — начале июня 1892 года выделил в Старобельске участок девственной степи площадью около 12 га.
Сам учёный так обосновывал создание заповедных степных участков:

К сожалению, наши девственные чернозёмные степи, с их своеобразной прелестью, беспредельной ширью и с их оригинальными обитателями — серебристым ковылём, дерезой, байбаком, дрофой и пр. — с удивительной быстротой исчезают с лица земли русской, и, если сохранились где-либо в Европейской России в целом, в своем первобытном девственном состоянии, то почти исключительно на участках Государственных конезаводов и у двух-трех крупных степных землевладельцев: пройдёт, конечно, немного времени, и они исчезнут бесследно, раз навсегда. <…> Чтобы реставрировать степь, по возможности, в её первобытном виде, чтобы воочию убедиться в том могущественном влиянии, которое может оказывать девственный травянистый покров на жизнь и количество грунтовых и поверхностных вод; чтобы не дать окончательно обестравить наши степи (как обезлесили лесостепную Россию); чтобы сохранить этот оригинальный степной мир потомству навсегда; чтобы спасти его для науки (а часто и практики); чтобы не дать безвозвратно погибнуть в борьбе с человеком целому ряду характернейших степных растительных и животных форм, государству следовало бы заповедать (как это сделано в отношении Беловежской пущи) на юге России больший или меньший участок девственной степи и представить его в исключительное пользование степных обитателей…

На вершине балки Бересток Докучаев построил домик, где были созданы станция и лаборатория по всестороннего исследования степи.
В результате работы экспедиции с 1892 по 1899 годы здесь произрастало уже 90 гектаров насаждений, которые покрыли смежные овраги.
Из древесных пород здесь высаживались ясень, вяз, клён, липа, дуб и различные кустарники.
Одной из целей учёных стало обучение местного населения закреплять овраги, обводнять степь и защищать почву от разрушительного действия эрозии.
В 1899 году, из-за прекращения финансирования экспедиция завершила свою работу.
Ещё при жизни Докучаева были изданы подробные описания Деркульской и других опытных станций, их атласы и схемы.

### Деятельность Юницкого
После завершения работы экспедиции Докучаева, Старобельский участок превратили в Деркульское лесничество.
Лесные посадки здесь продолжил на собственные средства соратник профессора Докучаева — Константин Иванович Юницкий, занимавшийся проектом в качестве заведующего ещё с 1894 года.
Он заложил дендрарий, расширил объём лесных посадок.
Жена учёного, по профессии врач[уточнить], не только лечила сельских детей, но и учила грамоте.
В 1900 году херсонский землевладелец Адлер выделил для продолжения работы В. В. Докучаева заповедный участок из своих владений.
Деркульского экспериментальное лесничество просуществовало до 1907 года (по другим данным — 1906).
В 1912 году Константин Юницкий возбудил ходатайство перед академиком И. П. Бородиным о выделении части Деркульской степи в заповедный участок в целях охраны памятников природы.
В 1916 году Старобельский участок посетил один из организаторов сельскохозяйственного опытного дела на Украине профессор П. Ф. Бараков, который отметил: «Минувшей весною я имел возможность посетить б. Старобельский участок экспедиции. К счастью он находится в заведовании того же лица, которое и создавало его, а именно лесничего К. И. Юницкого».
Далее он сообщает о том, что с разрешения властей Юницкий построил новый каменный дом, взамен глиняного старого, а также о состоянии вверенного леса: «За 20-23 года посадки сильно разрослись и находятся в относительном порядке, благодаря уходу. Новых посадок нет. Преобладают посадки 30-саженной ширины при 43-45 рядах». По словам Баракова посадки состояли в основном из дуба, ясеня и клёна; кустарниковый подлесок занимали: жёлтая акация, жимолость и черноклён, присутствовал также вяз.
Константин Юницкий руководил проектом до 1918 года, когда погиб от рук обыкновенных бандитов-грабителей. Старожилы говорят: «Пана вбили за кожух і валянки».
Однако за время своей деятельности Юницкий покрыл лесом территорию в 5000 гектаров. Большая часть этих насаждений сохранилась до конца XX века.
В народе их называют Докучаевскими полосами.

### Советские годы
После смерти Юницкого работа на Деркульской станции постепенно стала замирать.
Посетивший её природоохранник, ботаник, приват-доцент Харьковского университета В. И. Талиев с горечью писал: «Опытный участок был огорожен, но теперь целина находится в общем пользовании, завод <конезавод> не знает, кому это принадлежит, целина сильно выбита скотом… Такова печальная участь одного из интереснейших русских научных начинаний, притом связанных с именем, которым должна гордиться русская наука».
В конце 1940-х годов, во времена «Сталинского плана преобразования природы», станция Юницкого была восстановлена на меньшей площади — 916 га. На ней работали специалисты из Полезащитных экспедиций АН СССР, затем было создано Юницкое опытное лесничество Луганской Агромелиоративной научно-исследовательской станции Минлесхоза Украины.

### Природоохранная зона

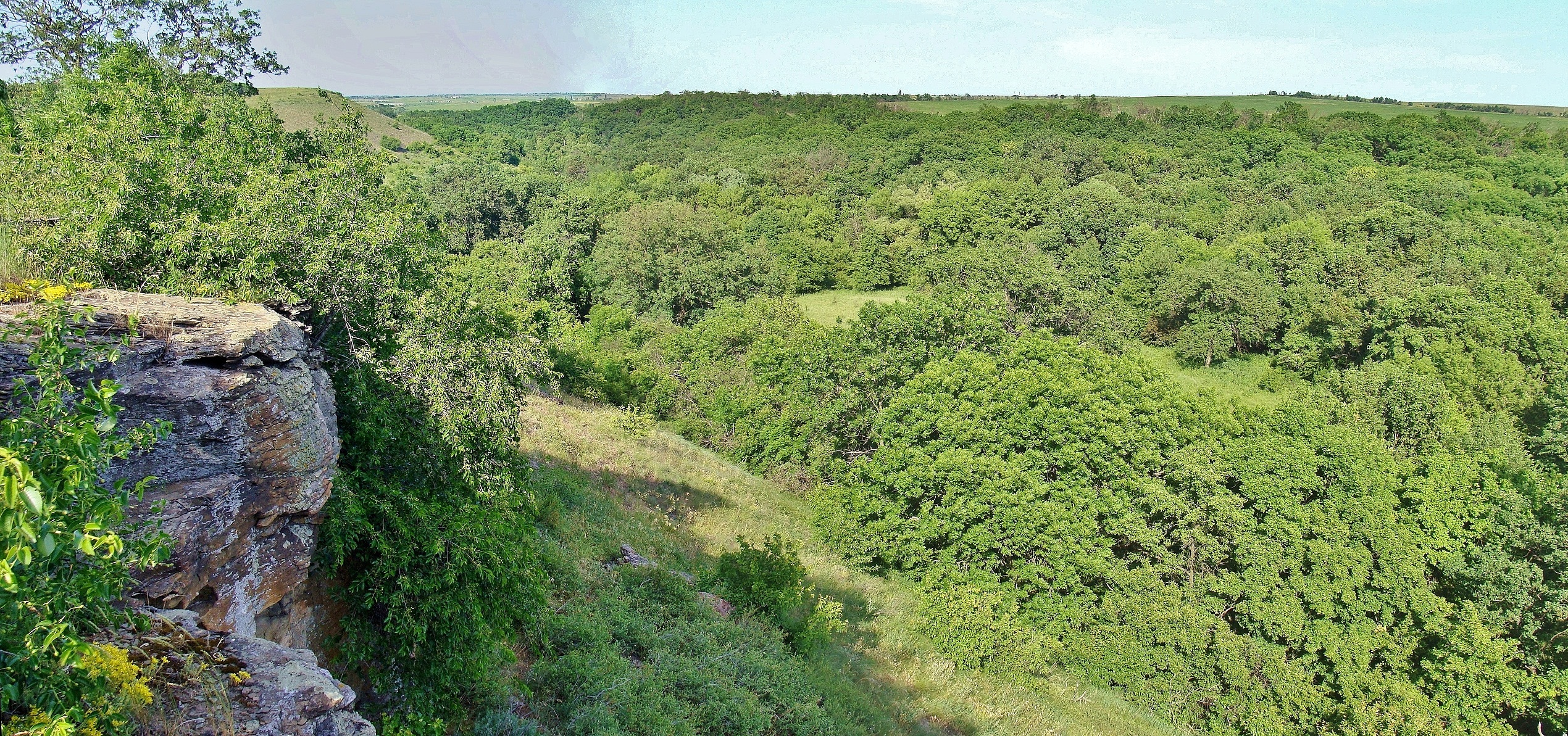
Байрачные леса

7 декабря 1971 года решением исполкома Луганского областного совета народных депутатов бывший Старобельский участок экспедиции В. В. Докучаева на площади 916 га была объявлена памятником природы.
28 октября 1974 года все сохранившиеся 916 гектаров урочища Юницкого объявлены ботаническим заказником республиканского значения.
В доме, где жил К. И. Юницкий был создан музей, повествующий об истории степного лесоразведения.
В 2005 году Указом Президента Украины от 12.09.2005 № 1238/2005 площадь Юницкого заказника была увеличена с 916 до 1065 га в связи с ценностью «для изучения процессов лесовосстановления байрачной дубравы, в которой преобладает дуб порослевого происхождения».

## Биосфера

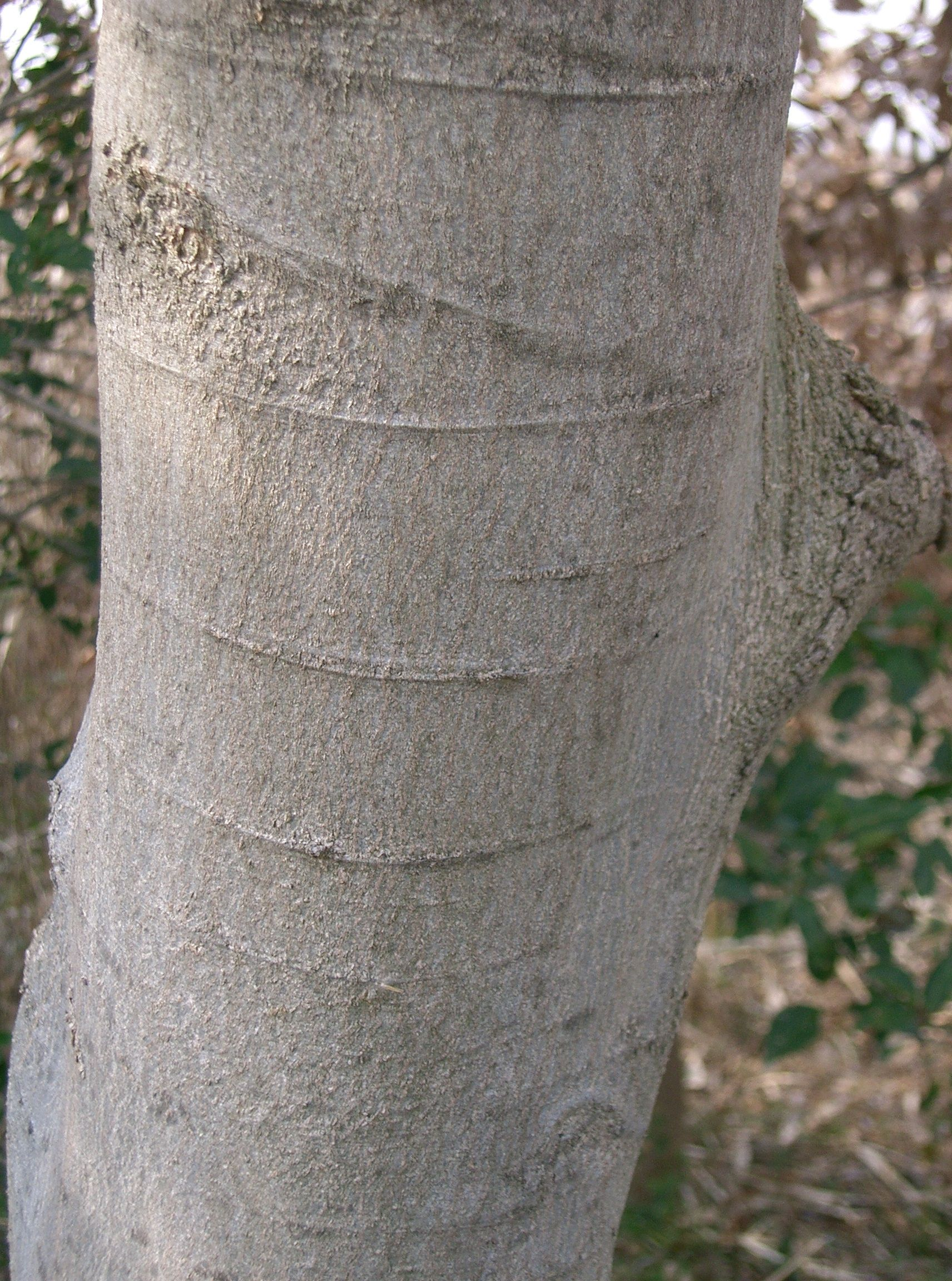
Кора каменного дерева

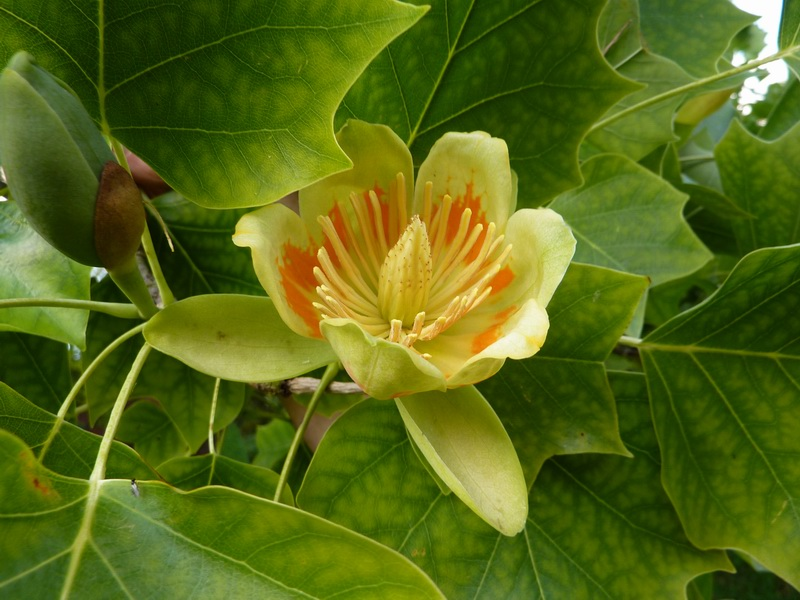
Цветы тюльпанного дерева

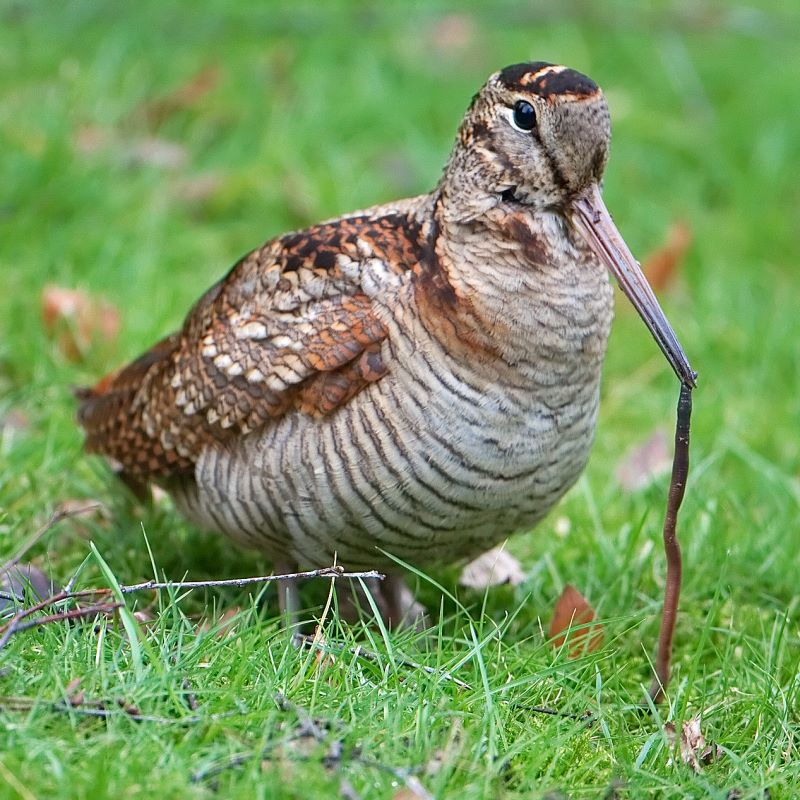
Основной корм вальдшнепа — дождевые черви

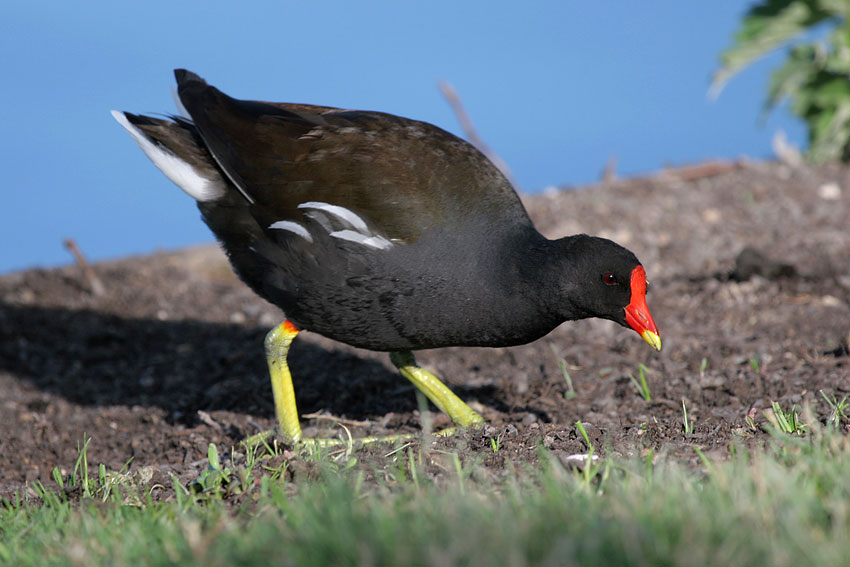
Водяная курочка

### Общая характеристика
На 1065,0 гектарах Юницкого заказника насчитывают более 500 видов животных и около трёх сотен видов растений.
На территории заказника сохранился участок целинной степи заложенной Докучаевым.

### Растительный мир
Всего в дендропарке представлено 270 видов древесно-кустарниковых растений.
На территории заказника произрастают не характерные для местной флоры виды, выращенные Константином Юницким — ель Энгельмана, различные сосны, псевдотсуга, чингиль серебристый.
В дендрарии хорошо прижились ясень маньчжурский и пенсильванский, бархат японский, иудино дерево, тюльпанное и каменное деревья. В большом количестве растут боярышники, барбарисы, ломоносы, сирени, древогубцы и другие виды растений.
Флора заказника насчитывает около 480 видов сосудистых растений.
Здесь растёт 12 видов растений, занесённых в Красную книгу Украины.
Три из них связаны с пойменными лугами и болотами (косари тонкие, рябчик малый, ятрышник болотный), семь — со степными участками (ковыли Залесского, Лессинга, узколистая, волосистая, тюльпан змеелистий, пион тонколистный, громовик донской), два — с пойменными дубравами (рябчик русский и тюльпан дубравный).

### Животный мир
Животный мир заказника достаточно разнообразен.
Здесь встречаются как типично степные, так и лесные жители.
Орнитологи насчитывают около полутораста видов птиц как перелётных, так и тех, гнездящихся и остающихся на зимовку.
Здесь сохранились небольшие популяции дрофы и стрепета, можно встретить орла, ястреба, вальдшнепа, серую куропатку, дикого голубя.
В болотистой пойме и по берегам реки Деркул немало болотной дичи: бекасов, дупелей, водяных курочек, уток, лысух и крякв.
Среди зверей, распространённых в этом районе встречается байбак.
В лесах можно встретить лосей, серн, диких кабанов, лис, зайцев, барсуков, волков.

## Юницкое опытное лесничество
На территории заказника, на экспериментальной базы Луганской агромелиоративной научно-исследовательской станции Минлесхоза Украины создано Юницкое опытное лесничество, главной задачей которого является исследование лесных насаждений с целью разработки лесоводческих мер и изучение влияния полезащитных лесных полос на урожай сельскохозяйственных культур, а также рубок ухода на рост, развитие и полезащитную эффективность лесных полос.
В опытном лесничестве ведутся работы по реконструкции лесополос, имеющих малоценные породы, и замене их посадками дуба.
На территории опытного лесничества реконструировано 5 искусственных прудов.

## Музей
В 1974 году в доме, в котором жил Константин Юницкий, создан музей, посвящённый истории степного лесоразведения.
Неподалёку от главного входа в заказник возле дома Юницкого (сейчас офис заказника) стоит бюст основателю — академику Василию Докучаеву.
С тыльной стороны офиса установлен бюст самого Константина Юницкого.
Оба памятника созданы местным любителем.
Рядом с домом находится могила К. И. Юницкого, погибшего в 1918 году.
Внутри офиса сотрудниками создан небольшой музей.
В нём представлены гербарии или распилы деревьев, растущих в урочище, чучела животных, фотографии, орудия труда, книги, «Атлас карт и чертежей. Приложение к работам экспедиции, снаряжённой лесным департаментом под руководством профессора В. Докучаева» (Спб., 1894).
В доме Юницкого есть две панорамы — первозданной и преображённой им степи.